# Poenomia hiempsal
Poenomia hiempsal là một loài bướm đêm trong họ Noctuidae.